# Tura (Egipte)

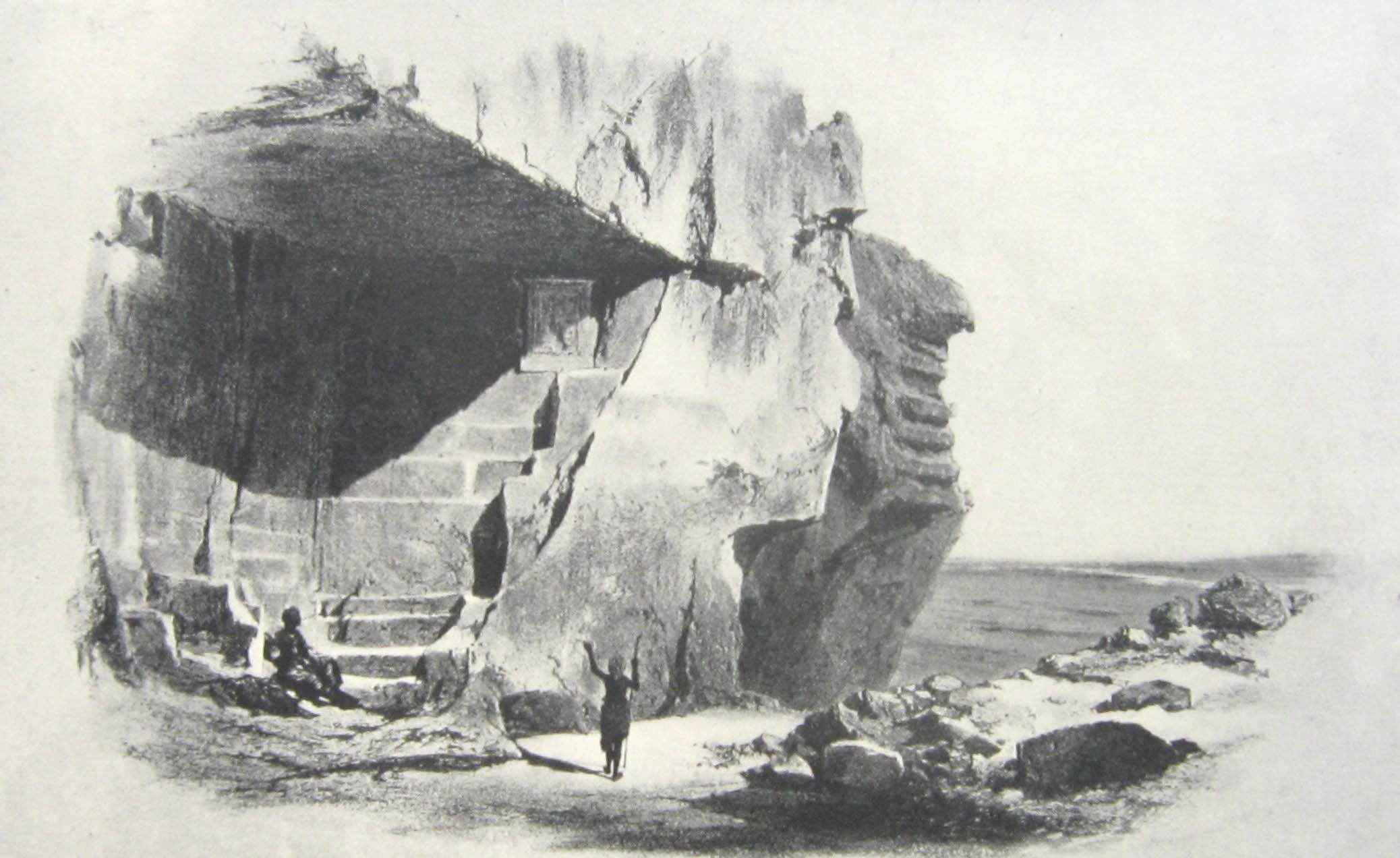
Tura. Pedrera

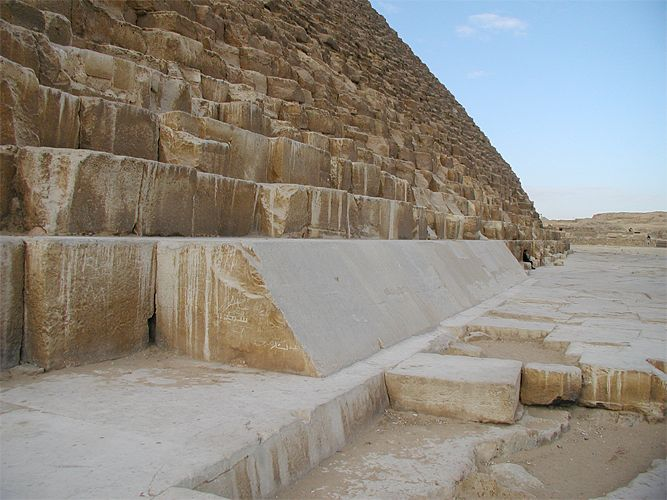
Pedra de Tura a la piràmide de Kheops

Tura fou un lloc de l'antic Egipte a mig camí entre el modern Caire i Helwan. Fou una destacada pedrera de pedra calcària. La pedra d'aquestes pedreres era la més fina i blanca de tot Egipte i s'utilitzava per a les tombes dels rics, així com en paviment i als sostres de les mastabes que, d'altra manera, hauria estat feta de maons de fang. Ja fou usada durant el Regne Antic i per a altres piràmides com la piràmide romboïdal de Snefru, la gran piràmide de Khufu -els sarcòfags de molts nobles eren de pedra d'aquesta pedrera-, les piràmides del Regne Mitjà i alguns temples del Regne Nou (almenys els d'Ahmosis I) haurien utilitzat també la pedra de Tura, amb la qual es va començar el temple de Ptah a Memfis i el gran temple d'Amon a Tebes.
Les pedres s'havien d'excavar sota terra; els miners treballaven sota terra per tallar grans pedres deixant diversos túnels que foren inspeccionats el 1941 i, en un d'aquestos, es van trobar algunes pàgines corresponents a llibres d'Orígens i Dídim, dos dels pares d'Alexandria, alguns dels quals van ser controlats per les autoritats i d'altres han desaparegut i apareixen periòdicament en el mercat d'antiguitats. Alguns dels llibres originals tindrien fins a 480 pàgines.
Els antics egipcis l'anomenaven Troyu o Royu. El nom fou mal interpretat per Estrabó, que va pensar que volia dir 'lloc habitat per troians' i la ciutat va portar el nom hel·lenístic de Troia. Es troba a 30° 00′ N, 31° 16′ E / 30.000°N,31.267°E, on hi ha el modern lloc de Tura, en la governació del Caire o al Qahirah. Té un cementiri dels períodes de Naqada II i Naqada III.